# T-26
T-26 var en lätt stridsvagn som användes av Sovjetunionen från 1930-talet till andra världskriget. Den var baserad på den brittiska stridsvagnen Vickers 6-Ton som ansetts vara en av 1930-talets mest lyckade stridsvagnskonstruktioner.
T-26 utgjorde stommen i röda arméns stridsvagnsstyrkor fram till slutet av 1941. Stridsvagnen tjänstgjorde länge i många andra länders arméer. T-26 ansågs vara en av de bästa stridsvagnarna i världen under nästan ett decennium och sammanlagt tillverkades cirka 12 000 av den. Vid andra världskrigets utbrott skulle dock den föråldrade T-26 snart utklassas av motståndarens stridsvagnar och speciellt av den tyska stridsvagnstaktiken. Trots att T-26:s rykte befläckades av dess dåliga framgång mot tyskarna var den de facto en stridsvagn att räkna med i början av kriget och användes i hög grad i finska vinterkriget och vid sovjet-japanska gränskriget 1939.

## Konstruktion
Fram till 1933 tog röda armén i bruk minst sex olika stridsvagnsmodeller för att uppfylla försvarskommissarien Michail Tuchatjevskijs önskemål om en mekanisering för hans teori om djuppenetrering. Dessa stridsvagnar utgjordes av T-26 för understöd av infanteridivisioner, BT-5 för det mekaniserade kavalleriet, T-35 som en tung genombrytningsstridsvagn och T-37/T-38 som ett amfibiefordon och spaningsfordon. 1940 skulle T-26 vara den mest producerade stridsvagnen av dem alla med sina mer än 12 000 tillverkade exemplar.
T-26 var även ämnad att ersätta den föråldrade stridsvagnen T-18 (även kallad MS-1). T-26 föddes 1929 när flera sovjetiska militärer reste till Västeuropa för att välja ut en ny stridsvagnsmodell för egen, inhemsk produktion och för att förbättras.  Ursprungligen försökte den sovjetiska experimentella designavdelningen (OKMO) att tillverka två ”piratkopieprototyper” av den brittiska stridsvagnen Vickers Six-Ton. Dessa kallades för T-19 och T-20, men ingen av prototyperna uppfyllde röda arméns krav och därför valde man att införskaffa tillverkningslicensen.  Tillverkningen av T-26A, en kopia av den brittiska stridsvagnen, inleddes 1931 efter att man erhållit tillverkningslicensen.. Men Sovjet planerade inte bara att tillverka kopior av Vickers Six-Ton.
Liksom sin brittiska motsvarighet hade T-26A en dubbeltornskonfiguration och bar två kulsprutor; en i varje torn. Den största skillnaden mellan den sovjetiska T-26A och den brittiska Vickers Six-Ton var de rektangulära eldöppningarna för DT-kulsprutorna, till skillnad från de runda eldöppningarna hos originalet. Man hade inledningsvis problem med att regn och snö kom in i motorutrymmet, men det löstes genom att en ny motorhuv installerades efter mars 1932 och den integrerades senare med luftintagets konstruktion. Stridsvagnen utrustades även med högre torn med en utkikspost, medan föraren gavs en siktöppning. Omkring 1 627 stridsvagnar med dubbeltorn tillverkades mellan 1931 och 1933, och 450 utrustades med en 37 mm PS-1-kanon.  1933 rullade den första stridsvagnen av typ T-26B av produktionsbandet. Den hade bara ett cylindriskt torn och var bestyckad med en 37 mm kanon och en 7,62 mm kulspruta.  Denna kanon skulle dock komma att ersättas av den mera kända 45 mm-kanonen, som baserade sig på den tyska Pak 35/36, som hade införskaffats 1930.  45 mm-kanonen utvecklades till viss mån, när den ursprungliga 45 mm 19K pansarvärnskanonen, utvecklades vid Fabrik Nr 8, 1935 till 45 mm modell 1934. Hos denna nya kanon hade den halvautomatiska mekanismen ersatts av en tröghetsmanövrerad mekanism.  T-26 kunde vara utrustad med upp till tre sekundära kulsprutor av typen 7,62 mm Degtiarjovkulspruta (koaxiellt, bakåt och i luftvärnsmontage). De flesta T-26-stridsvagnarna som byggdes var av modellen T-26B, även känd som T-26 modell 1933. Det ursprungliga syftet med den uppgraderade eldkraften var att utöka den dödliga räckvidden, så att man skulle kunna slå ut pansarvärnsgrupper – ett jobb som visat sig vara för svårt med den ursprungliga kulsprutebestyckningen.
| Typ | 1931 | 1932 | 1933 | 1934 | 1935  | 1936  | 1937 | 1938 | 1939  | 1940  | 1941 | Totalt |
| --- | ---- | ---- | ---- | ---- | ----- | ----- | ---- | ---- | ----- | ----- | ---- | ------ |
| T-26 med dubbeltorn | 100  | 950  | 576  | 1    | –     | –     | –    | –    | –     | –     | –    | 1 627  |
| T-26 med enkeltorn | –    | –    | 712  | 968  | 1 288 | 1 273 | 550  | 716  | 1 293 | 1 336 | –    | 8 136  |
| T-26 kemisk krigföring | –    | –    | 115  | 430  | 7     | 10    | –    | 290  | 103   | 265   | 116  | 1 336  |
| T-26 ingenjörsfordon | –    | –    | 1    | 44   | 20    | –     | –    | –    | –     | –     | –    | 65     |
| Referens: Barjatinskij, Michail: Light Tanks: T-27, T-38, BT, T-26, T-40, T-50, T-60, T-70, 2006, Ian Allen, Hersham, Surrey (96 sidor), ISBN 0-7110-3163-0 |      |      |      |      |       |       |      |      |       |       |      |        |

T-26B kunde medföra 122 skott för den handladdade 45 mm-kanonen. Kanonen kunde avfyra pansarbrytande ammunition med mynningshastighet om 820 m/sek, men även spränggranater med lägre hastighet. Stridsvagnen drevs av en bensindriven GAZ-motor på 91 hästkrafter, vilket gav den en topphastighet på nästan 30 km/h. Stålskrovpansarets maximala tjocklek var 16 mm, vilket kunde stoppa alla projektiler från lätta kulsprutor, däribland den tyska pansarbrytande 7,92 mm-ammunitionen. Pansaret visade sig dock senare vara för tunt mot nyare tyska pansarvärnsvapen år 1941. Sovjet gjorde försök att utöka frontpansaret men tillverkningen av T-26 upphörde slutligen till förmån för nyare och mycket förbättrade stridsvagnskonstruktioner, såsom T-34. År 1937 gjorde man ett försök att utrusta många stridsvagnar med luftvärnskulsprutor, samt två strålkastare, ett nytt ledningssystem av typen VKU-3 och en interntelefon av typen TPU-3. T-26:s ammunitionsförråd utökades samtidigt, från 122 till 147 för huvudkanonen. 1938 ersattes det cylindriska tornet av ett koniskt utformat torn, som var bestyckat med samma kanon 45 mm modell 1934.
Mellan 1931 och 1940 tillverkades över 12 000 stridsvagnar av modellen T-26. De flesta var av typen T-26B. Så sent som 1940 utgjorde T-26 ryggraden i röda arméns mekaniseringsutvidgning. På grund av detta och den otillräckliga stridsvagnstaktiken fick röda armén utstå många motgångar under den tyska invasionen av Sovjetunionen 1941. T-26 gjorde dock en omfattande och värdefull tjänst i det spanska inbördeskriget 1936–39.

## Spanska inbördeskriget
| ”                                          | Det spanska inbördeskrigets stridsvagn: T-26B | „ |
| – Kommentar av general Lucas Molina Franco |                                               |   |

Den första skeppslasten T-26B till Spanien anlände den 15 oktober 1936 till den spanska hamnstaden Cartagena som då ockuperades av folkfronten. Denna skeppslast, den första i "Operation C", var den första i raden av flera sovjetiska leveranser av krigsmateriel till den spanska republiken. Den första leveransen anlände med det sovjetiska fartyget Komsomol och omfattade 50 nya T-26B till Spanien. General Semjon Krivosjein höll ett vakande sovjetiskt öga över leveransen. Detta i sin tur föranledde tysk och italiensk hjälp till Franco och den första leveransen av Panzer I anlände endast några veckor senare. Båda stridsvagnarna såg sina första strider under nationalisternas offensiv mot Madrid och under belägringen av denna stad. Sovjetunionen levererade sammanlagt 281 stycken T-26B, av vilka hälften föll i nationalisternas händer i slutet av kriget och därefter bildade stommen i den spanska pansardivisionen Brunete fram till 1953.  Därtill levererade Sovjetunionen mer än 50 snabba stridsvagnar av typen BT-5.
| | 15 oktober 1936  | Komsomol        | 50 | Leddes av general Krivosjein     |
| | 30 november 1936 | Cabo Palos      | 37 | Leddes av general D.G. Pavlov    |
| | 30 november 1936 | Mar Caribe      | 19 |                                  |
| | 6 mars 1937      | Cabo Santo Tomé | 60 |                                  |
| | 8 mars 1937      | Darro           | 40 |                                  |
| | 7 maj 1937       | Cabo Palos      | 50 |                                  |
| | 13 mars 1938     | Gravelines      | 25 | Den sista leveransen som anlände |
| Referenser: García, José María och Franco, Lucas Molina: Las Armas de la Guerra Civil Española, 2006, La Esfera de los Libros, 28002 Madrid, språk:spanska (613 sidor), ISBN 84-9734-475-8 |                  |                 |    |                                  |

Semjon Krivosjein hade enbart tio dagar på sig för att förbereda sina pansartrupper för försvaret av Madrid. Den 26 oktober kom order om att åtminstone en del av hans stridsvagnar skulle sändas till Madrids försvar mot nationalisternas framryckning. Oturligt nog bestod Krivosjeins styrka enbart av 15 stridsvagnar och bemannades av dåligt utbildade republikanska soldater.  Republikens nya pansartrupper sattes under den spanska kaptenen Paul Armans befäl och användes omedelbart i ett motanfall mot staden Torrejon de Velasco. Trots att offensiven mot de oförberedda nationalistinfanteristerna inledningsvis var framgångsrik kom den dåliga kommunikationen mellan stridsvagnarna att leda till att stridsvagnarna separerades från de understödjande infanteristerna ur överste Enrique Listers infanteribrigad. Detta ledde till att nationalisterna kunde slå ut åtminstone en T-26 och att de resterande stridsvagnarna fick retirera under trycket av ett våldsamt motanfall av nationalisternas infanteri och kavalleribrigad. Trots att T-26:orna lyckats bryta sig igenom linjerna kom Listers infanteri att fortsätta att slåss omkring byn Seseña, vilket gjorde ytterligare infanteristöd omöjligt. Republikanernas pansarstyrkor kom att lida av liknande problem under hela kriget, vilket formade Stavkas och Stalins syn på stridsvagnens roll i kriget.
Stalin kom också oavsiktligt att bli den störste leverantören av krigsmateriel till den nationalistiska sidan. På grund av den sovjetiska stridsvagnens överlägsenhet mot både den italienska stridsvagnen CV-33/35 och den tyska Panzer I övertog nationalisterna många av de erövrade T-26:orna i egen tjänst, och använde dem mot de forna ägarna. Under den republikanska offensiven mot Torrejon erövrades tre T-26, och några dar senare ytterligare fyra. När belägringen av Madrid gick mot sitt slut var antalet erövrade T-26 tillräckligt för att bilda en ad hoc pansarbataljon. Mot slutet av 1937 hade den nationalistiska fronten skapat och utrustat en bataljon enbart för erövrandet av sovjetiska stridsvagnar. Vid slutet av kriget hade 178 T-26B erövrats av Francisco Francos nationaliststyrkor. Av dem var 30 så skadade att de inte kunde användas och de plockades då isär och användes som reservdelar till de återstående. Ytterligare 50 erövrades av olika nationaliststyrkor men kom aldrig att användas.  T-26 bildade ryggraden i de spanska pansarstyrkorna fram tills amerikanskt understöd anlände 1953.
T-26:s inträde i det spanska inbördeskriget skulle leda till många intressanta utvecklingar inom stridsvagnskonstruktion och pansarvärnstaktik. Den mest berömda uppfinningen var den flaska med brännbar vätska (som skulle erhålla namnet molotovcocktail under vinterkriget) som kastades mot stridsvagnen. Vid kontakt mot skrovet krossades flaskan och den brinnande trasa som placerats i flaskmynningen antände vätskan och kunde immobilisera stridsvagnen ifall man träffade motorutrymmet. En av de intressantare motåtgärderna var nationalisternas experiment med att tillföra en 20 mm luftvärnsautomatkanon av typen Breda på en Panzer I. På så sätt hoppades man kunna penetrera T-26:s tjocka frontpansar. Endast fyra Panzer I 'Breda' tillverkades och projektet avslutades när man började erövra så många T-26B och införlivade dem i sina egna pansarenheter. Man hade även planer på att utrusta en Panzer I med antingen sovjetiska 37 mm pansarvärnskanoner eller sovjetiska 45 mm kanoner som tagits från i övrigt obrukbara T-26B-stridsvagnar. Detta visar på den sovjetiska 45 mm-kanonens dödlighet mot nationalisternas lätta stridsvagnar.  Bristen på information om de senare uppgraderingarna kan betyda att inget av projekten någonsin kom av ritbordet.
Trots T-26:s framgångar i det spanska inbördeskriget var dess dagar räknade. Erfarenheterna från Spanien påverkade den sovjetiska stridsvagnsdoktrinen inför andra världskriget – och bidrog till de katastrofala händelserna på östfronten 1941. Stridsvagnen visade sig även vara ineffektiv mot mera avancerade pansarvärnsvapen och nyare stridsvagnar med bättre beväpning och pansar.

### Jämförelse av stridsvagnar
Av de tre främsta stridsvagnsmodellerna som såg strid i spanska inbördeskriget visade sig T-26 vara överlägsen både Panzer I och CV-33. T-26 var den enda stridsvagnen av dessa som var utrustad med en egentlig kanon, till skillnad från kulsprutorna hos de två andra, och trots att den var tyngre, var den lika mobil som sina motståndare. T-26 utnyttjades även i större numerär än både Panzer I och CV-33 sammantaget. Italienarna utrustade slutligen nationalisterna med 155 CV-33 i nio olika leveranser mellan den 26 augusti 1936 och december 1938. Tyskarna levererade totalt 122 Panzer I i fem olika leveranser. Sovjetunionen, å andra sidan, levererade 281 T-26B till den spanska republiken fram till 1938. En stor del av dem skulle dock falla i nationalisternas händer. Nedan är en jämförelsetabell för de olika stridsvagnarna i det spanska inbördeskriget.
| Vikt | 9,4 t       | 5,4 t            | 3,15 t                        | 2,3 t          |
| Bestyckning | 45 mm kanon | 2 x 7,92mm MG 13 | 6,5 mm eller 8 mm ksp         | 8 mm Breda ksp |
| Ammunition | 122 skott   | 2 250 skott      | 3 800 6,5 mm eller 3 200 8 mm | 3 200          |
| Räckvidd (väg) | 175 km      | 200 km           | 125 km                        | 125 km         |
| Pansar | 7–16 mm     | 7–13 mm          | 5–15 mm                       | 5–13,5 mm      |
| Referenser: Franco, Lucas Molina: Panzer I: El inicio de una saga, 2005, AF Editores, Madrid, Spain, språk:spanska (613 sidor), ISBN 84-96016-52-8; Franco, Lucas M. (2006). "El Tanque de la Guerra Civil Española" i Historia de la Iberia Vieja, Nr 13. ISSN 1699-7913; L3/33 (CV 33), Fordon från andra världskriget |             |                  |                               |                |

T-26B:s största övertag mot Panzer I och CV-33/35 var dess 45 mm-kanon. Panzer I kunde penetrera T-26B:s frontpansar under de första striderna genom att använda pansarbrytande 7,92 mm-ammunition – men endast på avstånd under 150 m. Republikanska och sovjetiska stridsvagnsbesättningar motverkade detta genom att ta sig an fienden på räckvidder upp till 1 000 m. Denna räckviddsfördel vägde tyngre än att alla dessa stridsvagnar hade liknande pansarskydd framåt och att de tyska och italienska stridsvagnarna var något mera mobila. På detta vis kom T-26B att vara ohotad på slagfälten under det spanska inbördeskriget. Den kraftfulla 45 mm-kanonens prestanda var även en orsak till att nationalisterna misslyckat försökte uppgradera Panzer I:s kanon. Den sovjetiska kanonens siktoptik möjliggjorde att man kunde ta upp strid på 3 000 m avstånd. Nationalisternas pansarvärnsskyttar, med sina PaK 37:or kunde inte skjuta träffsäkert på över 900 m avstånd och trots att nationalisterna även använde den tyska 88 mm-luftvärnskanonen – som i samma roll skulle bli så berömd i andra världskriget – levererades de i för små mängder för att ha någon större inverkan.

## Mellankrigsåren
1938 uppgraderades T-26B-versionen till C-versionen genom att ståltjockleken i frontpansaret utökades till 25 mm. Detta visade sig vara otillräckligt mot de större pansarvärnspjäserna och stridsvagnen uppgraderades ytterligare en gång. Denna version fick namnet T-26S och togs fram efter att stridsvagnen presterat dåligt mot lätta japanska stridsvagnar under kriget mellan Japan och Sovjetunionen i Mongoliet. Efter det spanska inbördeskriget användes T-26:or i stort antal under det rysk-finska vinterkriget år 1939. Den dåligt koordinerade sovjetiska offensiven kom där att leda till att ett stort antal stridsvagnar slogs ut av finländska pansarvärnsvapen och att ett stort antal stridsvagnar kunde erövras. Ytterligare T-26-stridsvagnar skulle erövras under den offensiva finländska fasen av fortsättningskriget 1941. Finländarna ombestyckade även sina Vickers 6-tons stridsvagnar med sovjetiska 45 mm-kanoner och kallade dessa för T-26E. 75 st T-26:or och 19 ombyggda Vickersvagnar fortsatte i finländsk tjänst efter andra världskrigets slut. Problemen i Finland övertygade sovjetledningen att omvärdera värdet av pansar i offensiv krigföring, men påvisade även allvarliga svagheter i röda arméns pansardivisioner, som inte skulle komma att korrigeras förrän efter de storskaliga förlusterna år 1941 mot de invaderande tyska styrkorna.

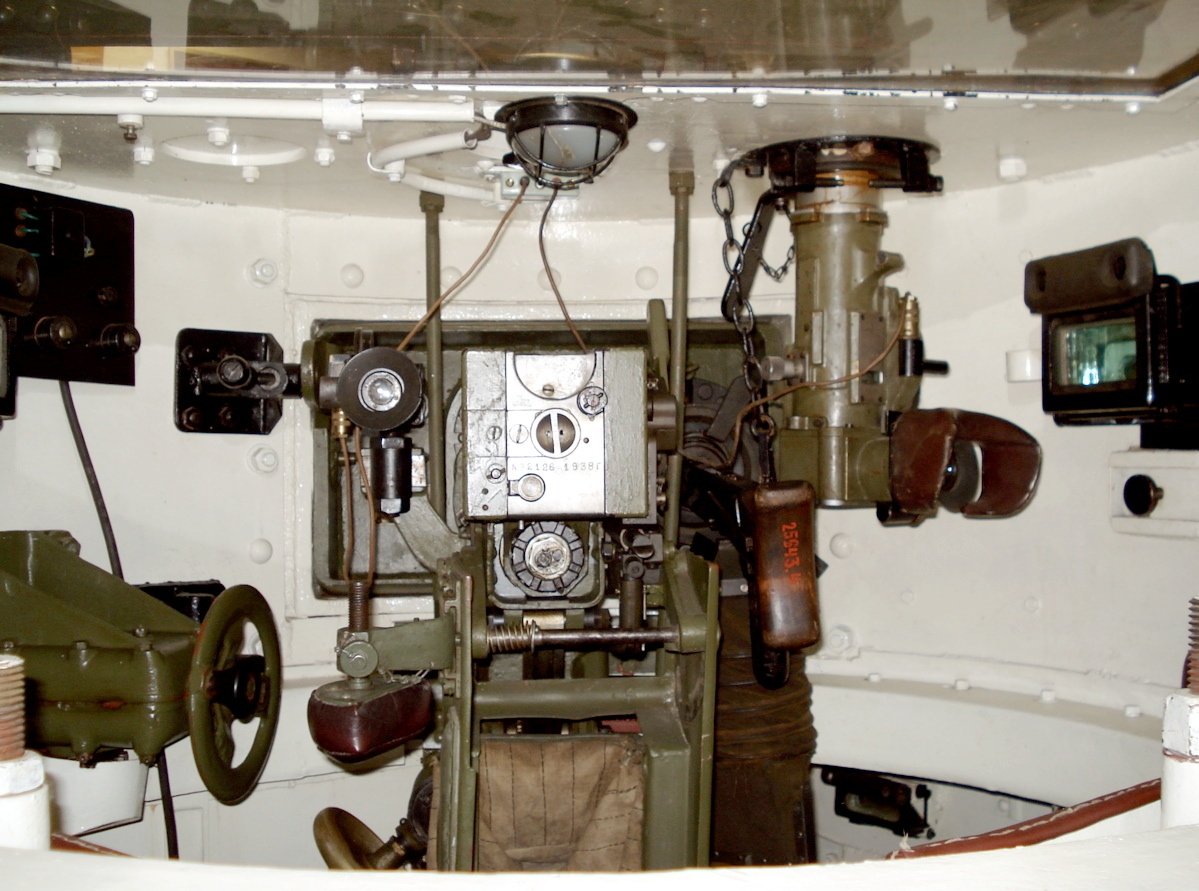
Inne i ett T-26-torn.

Före andra världskriget kom T-26:an att användas i strid mot japanska stridsvagnar vid slaget om Chalchin-Gol, under ledning av den sovjetiska generalen Georgij Zjukov. Zjukovs offensiv inkluderade 469 lätta stridsvagnar, av vilka de flesta var av typen T-26. Infanteriet red ofta på stridsvagnarna och pansarbilarna under offensiven för att snabbare nå fram till fienden. Den sovjetiska offensiven var en något förvånansvärd framgång eftersom man tidigare haft problem i Polen samt de större bakslagen som man skulle komma att möta under vinterkriget i Finland. Trots att Sovjetunionen skulle komma att stå som segrare i båda fallen så stod det klart att T-26:an var föråldrad i jämförelse med modernare stridsvagnar, däribland den japanska Type 97 Chi-Ha, den äldre Type 89 Chi-Ro och de tyska stridsvagnar som utnyttjades i Polen, såsom Panzer III och Panzer IV. En av stridsvagnens största problemkällor var det nitade pansaret som inte höll mot direktträffar. Detta åtgärdades med T-26S-versionen där det nitade pansaret byttes ut mot ett tjockare frontpansar med svetsade fogar. T-26S:s pansar hade utökats från 16 mm till maximalt 25 mm med en 55 graders lutning på den övre frontplattan. Tornpansaret utökades till 20 mm med en 45 graders lutning. Till skillnad från T-26B i Spanien använde T-26S maximalt två kulsprutor, av vilka en var monterad bakåt.

### Den sovjetiska militära utvecklingen
En anonym brittisk attaché i den Spanska republiken sade: "Vi måste vara väldigt försiktiga med att dra lärdom från detta krig: med lite skicklighet kan det användas för att "bevisa" vilka förutfattade teorier som helst." Denna kommentar fälldes med de sovjetiska stridsvagnarnas utveckling under och efter kriget i åtanke.
De stora utrensningarna av officerare i röda armén år 1937 kom att kräva marskalk Tuchatjevskijs liv, en av de viktigaste mellankrigstida teoretikerna inom stridsvagnskrigföring. Hans idéer och samtliga framsteg förlorades eftersom det inte fanns någon som tog upp dessa efter hans död. Baserat på de observationer som man gjorde under spanska inbördeskriget kom man i Sovjetunionen fram till att stridsvagnar var för tungrodda för att framgångsrikt kunna utnyttjas i samband med infanteri. Stridsvagnar rörde sig för snabbt för att infanteriet skulle kunna följa och det fanns ingen klar kommunikationsdoktrin mellan stridsvagnar och infanteri. Därtill vägrade vissa infanterister att åtfölja stridsvagnar och det fanns ingen direkt träning i Spanien för att åtgärda dessa brister. Republikanska stridsvagnar stoppades av pansarvärnskanoner eftersom de saknade infanteriunderstöd. Samverkan mellan de republikanska stridsvagnarna var dålig eftersom radioapparaterna ofta gick sönder eller saknades helt. På grund av dessa operationella svårigheter trodde många sovjetiska militära ledare av den gamla skolan att stridsvagnen inte var ett värdigt krigsvapen, därför nedvärderades stridsvagnens roll betydligt. Ett av de värsta misstagen vid denna tidpunkt var att man uppsköt produktionen av stridsvagnen T-34 och som ett resultat av detta fanns det alltför få avancerade stridsvagnar att sätta emot tyskarna under operation Barbarossa.
Det var först efter den snabba tyska invasionen av Polen och motgångarna i vinterkriget som Stavka och Stalin övertygades om att T-34:an skulle återintroduceras och ersätta den föråldrade T-26:an och andra stridsvagnar, samt att reformera stora mekaniserade formationer. Detta var dock för lite och för sent trots att inte all utveckling mellan 1 april 1939 och 22 juni 1941 var negativ; en kommission som leddes av den sovjetiske generalen Grigorij Kulik övervakade omorganisationen av de sovjetiska pansarstyrkorna i december 1939. Man fann att de stora mekaniserade styrkor som föreslagits av Tuchatjevskij var för tröga och svåra att koordinera på grund av den stora mängden bepansrade fordon och kommissionen förespråkade en användning av stridsvagnar för infanteriunderstöd i stället för i rena pansardivisioner. Därför planerade Kulik för 15 nya motoriserade divisioner för att ersätta de sovjetiska mekaniserade kårerna. 1940 hade fyra av de femton divisionerna skapats.
Den tyska invasionen av Frankrike imponerade på den sovjetiska ledningen och den 6 juli 1940 beslöts det att nio mekaniserade kårer skulle skapas. Mellan februari och mars 1941 beordrades det att ytterligare 20 skulle skapas – samtliga större än det som Tuchatjevskij hade haft i åtanke. På papper hade röda arméns 29 mekaniserade kårer sammanlagt 29 899 stridsvagnar år 1941 – detta stämde dock inte riktigt med verkligheten. I verkligheten fanns det omkring 17 000 stridsvagnar tillgängliga vid denna tidpunkt, vilket betydde att flera av de nya mekaniserade kårerna var ofullständigt utrustade. Därtill utgjordes den stora majoriteten av föråldrade konstruktioner, däribland över 10 000 T-26-stridsvagnar. Vid operation Barbarossas utbrott den 22 juni 1941 fanns det enbart 1 475 T-34:or och KV-stridsvagnar tillgängliga och dessa var utspridda längs hela fronten – vilket omöjliggjorde samlade anfall. Till exempel: den 3:e mekaniserade kåren i Litauen utgjordes av 460 stridsvagnar – 109 av dessa var nyare KV-1:or och T-34:or. Denna division var en av de få lyckliga som hade ett större antal moderna stridsvagnar. Men å andra sidan hade hela den 4:e armén 520 stridsvagnar – alla av den föråldrade typen T-26. På papperet skulle denna armé ha 1 031 nyare medeltunga stridsvagnar. Detta problem återspeglades i hela röda arméns pansarstyrkor. Detta faktum spelade en avgörande roll i de sovjetiska motgångarna under 1941 mot den tyska armén.

## Andra världskriget

### Vinterkriget
Under det rysk-finska vinterkriget utnyttjade Sovjetunionen ursprungligen 2 514 stridsvagnar, ett antal som skulle ökas till 6 541 mot slutet av kriget. Förutom rena stridsvagnsbrigader och regementen, som huvudsakligen bestod av tunga stridsvagnar samt lätta stridsvagnar av typen T-26 och BT, var även de sovjetiska infanteridivisionerna utrustade med infanteriunderstödsvagnar av typen T-26. T-26:an skulle därför bli den vanligaste stridsvagnstypen under kriget. Finnarna å andra sidan saknade moderna stridsvagnar och hade enbart ett mindre antal 37 mm pansarvärnskanoner för att skydda sig mot sådana.
Tyngre sovjetiska stridsvagnar, såsom T-28 bröt lätt genom de finska försvarslinjerna vid Summas öppna fält eftersom finländarna inte hade någonting att sätta emot dem. De lättare stridsvagnarna samt infanteriet stoppades dock oftast vid skyttegravarna, och eftersom de tyngre stridsvagnarna saknade närskydd måste de dra sig tillbaka.
Terrängen i Karelen var för svår för att den sovjetiska stridsvagnstekniken skulle kunna utnyttjas. Tillsammans med det dåliga sovjetiska ledarskapet vid denna tidpunkt kom röda armén att lida stora förluster. De sovjetiska trupperna, som var tvungna att hålla sig till de fåtaliga vägarna, kom att sträckas ut i långa kolonner som var sårbara för den finska mottitaktiken. De mindre och mera mobila finska förbanden delade upp de sovjetiska trupperna i mindre enheter och besegrade dem en och en. Finländarna kunde välja var man stred och kunde därför koncentrera sina styrkor för att uppnå lokal överlägsenhet, medan mindre styrkor bevakade de övriga inringade sovjetiska trupperna. Bristen på pansarvärnsvapen gjorde att finländarna fick improvisera för att stoppa fientliga stridsvagnar. Ofta isolerades sovjetiska stridsvagnsbesättningar tills de var tvungna att försöka fly genom skogarna. Andra gånger immobiliserades stridsvagnarna genom molotovcocktails eller genom att man sprängde deras larvhjul med minor, eller att man helt enkelt blockerade drivhjulet med ett trästycke. På detta vis kunde finnarna erövra stora mängder lätta stridsvagnar nästan intakta – ett mycket välkommet tillskott till den finska armén. Även tyngre stridsvagnar immobiliserades på detta sätt, men bristen på tung bärgningsutrustning omöjliggjorde transport till upprustningsställen.
Vid mottistriderna vid Tolvajärvi erövrade finländarna 60 T-26-stridsvagnar, tre pansarbilar och ett antal bepansrade traktorer av typen Komsomolets. Ytterligare 132 stridsvagnar och tolv pansarbilar erövrades vid Lemetti. Eftersom den omringade enheten var motoriserad var majoriteten av stridsvagnarna av BT-typ – de flesta erövrades intakta.

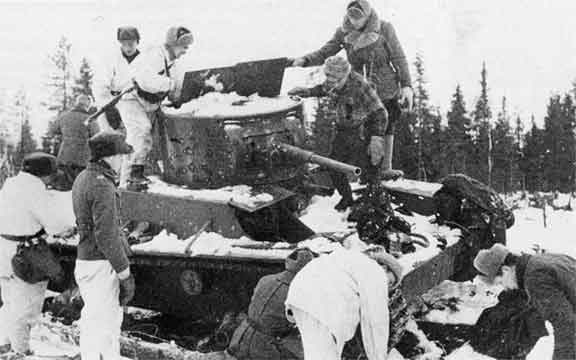
Finska soldater inspekterar en övergiven sovjetisk stridsvagn av typen T-26 vid Raate.

Vid slagen vid Suomussalmi och Raate förlorade de sovjetiska 163:e och 44:e infanteridivisionerna alla sina 86 stridsvagnar. Finländarna fick härifrån med sig mer än 69 T-26-stridsvagnar och tio pansarbilar, som till antalet motsvarade hela den förkrigstida finländska pansarstyrkan. Ännu viktigare var erövringen av ett stort antal 45 mm pansarvärnsjäser, vilket utökade skyddet mot stridsvagnar. Vid Pelkosenniemi och Ilomants erövrade finländarna ytterligare tio stridsvagnar.
Sammanlagt skulle finländarna erövra omkring 288 stridsvagnar och 35 pansarbilar under striderna; de flesta av typerna T-26, BT-5 eller BT-7. 167 av dessa reparerades och tillfördes finländska stridsvagnsenheter. Av de 167 vagnarna var tre av typen OT-26 och femtio av typen T-26. Enligt nya ryska källor förlorade Sovjetunionen 2 268 stridsvagnar under vinterkriget – uppskattningsvis 9,2 % av den totala sovjetiska stridsvagnsstyrkan år 1939. I medeltal förstördes 21,6 stridsvagnar per dag.
Innan vinterkriget 1939 bestod de finska pansarstyrkorna av 32 föråldrade stridsvagnar av typen Renault FT-17, några Vickers-Carden-Loyd Mk. IV:or och Model 33:or, som enbart var bestyckade med kulsprutor, samt 26 Vickers Armstrongs 6-ton-stridsvagnar. De senare bestyckades med Bofors 37 mm pansarvärnskanoner vid krigets utbrott men enbart 13 hann fram till fronten i tid för att delta i striderna.
Vid slaget vid Honkaniemi den 26 februari 1940, använde finländarna sina Vickersstridsvagnar för första – och enda – gången mot sovjetiskt pansar under vinterkriget. Resultatet var bedrövligt. Enbart sex Vickersstridsvagnar var i tjänstedugligt skick denna dag och dessa sändes mot de sovjetiska linjerna. Snart därefter tvingades en av vagnarna att stanna vid ett brett dike. De återstående fem vagnarna fortsatte framåt några hundra meter men stötte ihop med dussintals sovjetiska stridsvagnar inne i byn Honkaniemi. De finska stridsvagnarna lyckades slå ut tre sovjetiska stridsvagnar innan de själva slogs ut. I de efterföljande skärmytslingarna förlorade finländarna ytterligare två Vickersstridsvagnar.

### Den tyska invasionen av Sovjetunionen
Stridsvagnen T-26 utgjorde ryggraden i röda arméns stridsvagnsstyrkor under de första månaderna av operation Barbarossa. Den 1 juni 1941 var röda armén utrustad med 10 268 T-26-stridsvagnar av alla modeller. Detta faktum, samt bristen på koordination mellan de olika enheterna ledde till stora svårigheter för röda armén mellan juni och augusti 1941. Även i de fall där sovjetiska ledare visade initiativ, såsom vid general Michail Kirponos motoffensiv i sydväst, så var de sovjetiska styrkorna inte tillräckligt koordinerade för att bromsa den tyska offensiven – inte heller var deras stridsvagnar jämförbara med de nyare generationerna av tyska stridsvagnar, såsom Panzer III och Panzer IV. När striderna längs centralaxeln avslutades i augusti 1941, i förberedelse för slutoperationerna kring Kiev och Leningrad, hade den största delen av de sovjetiska pansarstyrkorna antingen förstörts eller erövrats. Trots att även tyskarna hade vissa föråldrade konstruktioner, såsom Panzer I och Panzer II, så var deras styrkor så häftigt koncentrerade att man bröt igenom de sovjetiska linjerna och kunde utnyttja genombrotten. I de fall där sovjetiska mellantunga och tunga stridsvagnar fanns tillgängliga lyckades man ofta uppehålla den tyska offensiven – detta skedde bland annat vid  Raseiniai i Litauen den 24 juni, där ett sovjetiskt motanfall körde över ett spaningsförband tillhörande den 6:e tyska pansardivisionen. Den 1:a tyska pansardivisionen tvingades skynda till hjälp och den tyska offensiven avstannade för ett dygn i detta område. Vid slutet av 1941 hade de flesta T-26-enheterna överförts till andra uppgifter, däribland logistik – och ofta byggdes dessa stridsvagnar om till andra stridsvagnssurrogat genom att man använde deras chassin.
Trots att de flesta T-26:or förstörts under de första månaderna av kriget kom några överlevande att användas vid försvaret av Leningrad ända fram till 1944. Vissa T-26:or deltog även i operation Augustistorm, den sovjetiska invasionen av Manchuriet i mars 1945, där den japanska Kwantungarmén besegrades i grunden.
Många T-26:or erövrades relativt oskadda av tyskarna under offensiven – ofta hade de stannat på grund av mekaniska problem. Tyskarna fann att T-26:an led av allvarliga problem med kopplingen, styrapparaturen och lagren. Flera T-26B-stridsvagnar användes av den tyska 3:e SS-divisionen "Totenkopf" där de kallades för Mistbiene-stridsvagnar, ("slamflugor"). T-26B fick den nya beteckningen T-26B 738(r) i tysk tjänst och utnyttjades i hög grad. Även ett stort antal T-26C erövrades av tyskarna och användes på östfronten. Senare under kriget skulle även tyskarna vara tvungna att överge många av dessa stridsvagnar på grund av samma mekaniska problem som tidigare lett till att de kunnat erövras av tyskarna. Många lätta stridsvagnar användes även som traktorer för att dra pansarvärnskanoner och artilleri. Det fanns också fall där dessa stridsvagnar användes i direkt infanteriunderstöd – dessa stridsvagnar kallades för T-26 C740(r).
Det skulle förekomma flera ersättningsprogram för T-26:an under andra världskriget. Den ursprungliga ersättningsstridsvagnen var tänkt att vara T-50:an, som tagits i bruk av röda armén i februari 1941. Massproduktionen av den sofistikerade T-50:an var tänkt att startas i Leningradfabriken Nr 174 den 1 januari 1941 men stötte på flera tillverkningsproblem. Slutligen kom enbart 50 T-50-stridsvagnar att tillverkas vid fabriken innan den stängdes, plockades ner och flyttades till Omsk i augusti 1941. Försök att återuppta produktionen i Moskva misslyckades. Omskfabriken nr 174 lyckades tillverka ytterligare 15 stridsvagnar av denna typ innan man helt övergick till att tillverka T-34:or. Misslyckandet att tillverka T-50:an i Moskva ledde till konstruktionen av T-60:an. Mellan juli 1941 och tidigt 1943 levererades 5 839 T-60:or till röda armén – av dessa togs 5 796 i aktiv tjänst. Ytterligare en ersättningsstridsvagn utgjordes av T-70:an som konstruerats i oktober 1941 som ett projekt vid GAZ-fabrikens designbyrå. T-70 var till stora delar baserad på T-60 för att förenkla tillverkningsprocessen. Senare skulle även T-70:an moderniseras till versionen T-70M. 8 226 T-70:or av alla typer skulle komma att tillverkas. Den sista ersättningsstridsvagnen var den lätta stridsvagnen T-70M med tjockare pansar och en tremansbesättning.

## Tjänst utanför den Röda armén
Under fortsättningskriget erövrade finländarna ytterligare 76 stridsvagnar av typen T-26 samt ett stort antal stridsvagnar av andra typer. Av dessa T-26:or reparerades 35 och sändes till pansarförbanden och ytterligare 21 sparades för senare reparation, de sista 20 skrotades. T-26 kom att utgöra stommen i den finska pansardivisionen, men kom gradvis att ersättas av tyska StuG III:or från och med 1943. Det största antalet finska T-26:or som användes under kriget var under sommaren 1944 när sammanlagt 126 olika typer av T-26:or var i tjänst samtidigt, däribland 22 T-26E, 2 T-26 m 1931, 1 OT-26, 63 T-26 m 1933, 32 T-26 m 1937 och 1939, samt 1 T-26 T. Efter andra världskrigets slut kom 94 T-26:or att förbli i den finska arméns tjänst. Dessa användes som skolningsstridsvagnar och fasades ut gradvis. Några få var i tjänst ända fram till 1959, när de slutligen ersattes av modernare brittiska och ryska stridsvagnar.
Likaså utgjorde T-26 ryggraden i den spanska pansardivisionen Brunete. Efter att inbördeskriget avslutats 1939 erhöll man ytterligare T-26:or från Frankrike, dit republikanska styrkor hade tagit sin tillflykt. 1942 hade den spanska armén 139 T-26B-stridsvagnar i tjänst. Efter andra världskrigets slut hade Spanien åtminstone 116 T-26B i aktiv tjänst, tillsammans med 20 Panzer IV, 93 Panzer I, 60 CV-33 och ytterligare 80 kulsprutebestyckade tanketter. T-26:orna organiserades i två bataljoner om 30 stridsvagnar var, tillsammans med en Panzer I ledarvagn, samt ytterligare sex Panzer I Ausf. A och en CV-33 för spaning i varje bataljon. T-26:an skulle inte komma att ersättas förrän 1953 när Spanien och USA skrev under ett avtal om vapenleveranser till Spanien. De första tolv M47 Patton-stridsvagnarna som var tänkta att ersätta T-26_orna anlände till Cartagena i februari 1954.
Åtminstone 60 T-26:or såldes till Turkiet på 1930-talet och omkring 82 till Kina. Ett okänt antal, som åtminstone utgjordes av två T-26:or av den första modellen såldes till Afghanistan under samma tidsperiod.

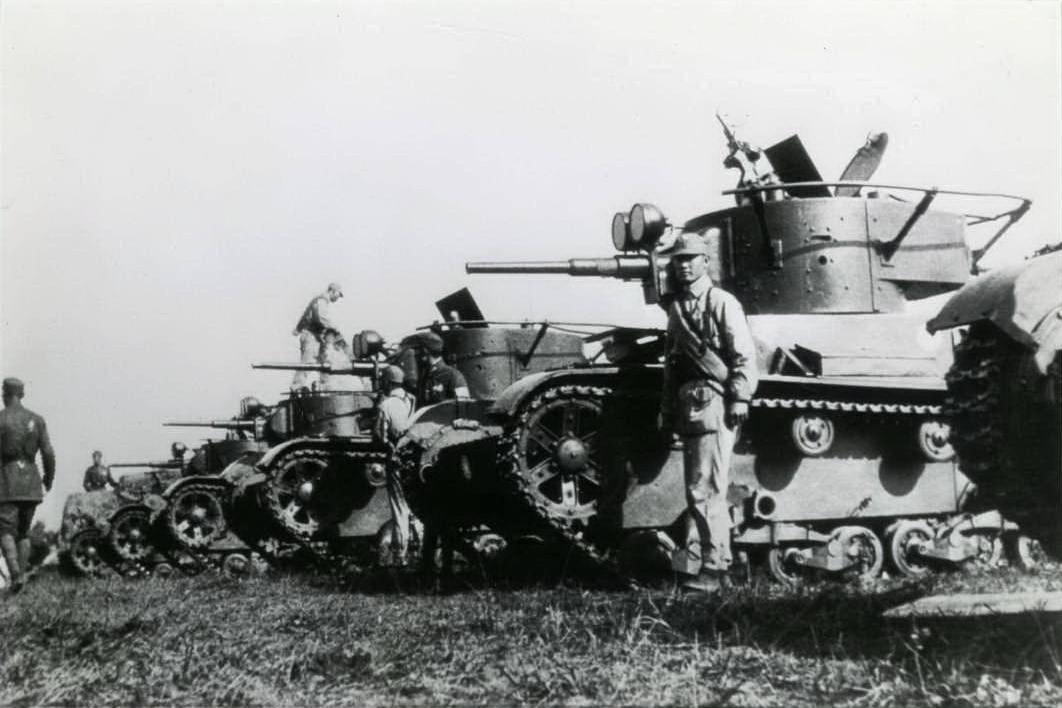
T-26:or i Hunan, Kina 1941

- Afghanistan: åtminstone 2 T-26
- Finland: 126 T-26
- Kina: 82 T-26B (modell 1933)
- Spanien: 116 T-26B
- Turkiet: 60 T-26

## Varianter
- T-26 modell 1931 (T-26A) – dubbeltornig version beväpnad med kulsprutor.
- T-26 modell 1932 – dubbeltornig version beväpnad med en 37 mm kanon i ett torn och en kulspruta i det andra. Användes som gruppledarfordon.
- T-26TU – ledarvagn med radioapparater.
- T-26 modell 1933 (T-26B) – enkeltornsversion med 45 mm kanon. Den mest tillverkade versionen.
- T-26 modell 1938 (T-26C) – nytt semikoniskt torn med lutande pansar. Svetsade fogar.
- T-26 modell 1939 (T-26S) – semikoniskt torn, utökat pansar med sluttande chassisidor och svetsade fogar.
- T-26A artilleriunderstödsstridsvagn – hade ett större torn med en 76.2 mm haubits av modell 27/32. Chassit var överbelastat och enbart ett fåtal tillverkades.
- OT-26 – eldkastarvariant, använde ett enkelt torn av kulsprutetyp.
- OT-130 – eldkastarvariant av modell 1933, använde ett större torn, av samma typ som bar 45 mm kanonen, men som saknade kanon.
- OT-133 – eldkastarvariant av modell 1939, utan kanon.
- OT-134 – eldkastarvariant av modell 1939, med en 45 mm kanon.
- TT-26 – telestridsvagn
- SU-5-1 – självgående 76,2 mm haubits (få byggda).
- SU-5-2 – självgående 122 mm haubits (få byggda).
- SU-5-3 – självgående 152.4 mm granatkastare (få byggda).
- T-26-T – bepansrad artilleritraktor baserad på T-26:s chassi. Tidiga versioner var icke-bepansrade, de senare T-26-T2:orna var helt bepansrade. Ett litet antal tillverkades 1933 för motoriserade batterier, för att dra 76.2 mm kanoner. Vissa förblev i tjänst fram till 1945.
- TN-26 (Tank Nabludatel, "Spaningsstridsvagn") experimentell observationsversion baserad på T-26-T, med en femmansbesättning och radio.
- T-26E – under tiden mellan vinterkriget och fortsättningskriget utrustade finländarna sina återstående Vickersstridsvagnar med erövrade sovjetiska långa 45 mm kanoner från erövrade T-26:or. De nya stridsvagnarna kallades för T-26E. De användes i strid mellan 1941 och 1944 och förblev i tjänst fram till 1959.
- TR-4 – bepansrat trupptransportfordon
- TR-26 – bepansrat trupptransportfordon
- TR4-1 – ammunitionstransportfordon
- TB-26 – ammunitionstransportfordon
- T-26Ts – bränsletransportfordon
- TTs-26 – bränsletransportfordon
- ST-26 – ingenjörsfordon